# Ташкентский округ
Ташкентский округ — административно-территориальная единица Узбекской ССР, существовавшая в 1926—1930 годах.
Ташкентский округ был образован в 1926 году. Центром округа был назначен город Ташкент.
По данным на 1929 год округ был разделён на 11 районов: Ангрен, Беговат, Верхний Чирчик, Мирза-Чуль, Нижний Чирчик, Паркент, Пскент, Средний Чирчик, Ташкент, Хаваст, Янги-Юль.
30 июля 1930 Ташкентский округ, как и большинство остальных округов СССР, был упразднён. Его районы отошли в прямое подчинение Узбекской ССР.
Население округа в 1926 году составляло 672,3 тыс. человек. Из них узбеки — 48,8 %; русские — 19,8 %; казахи — 12,9 %; кураминцы — 7,0 %; украинцы — 2,3 %; таджики — 2,2 %; татары — 1,8 %; евреи — 1,4 %.